# Sylvia Sass
Sylvia Sass (Budapeste, 12 de julho de 1951) é uma aclamada soprano húngara, especializada no repertório verdiano.
Estudou na Academia de Música Franz Liszt em Budapeste com Ferenc Révhengy e em 1971 fez sua estreia profissional na Ópera Estatal Húngara como Frasquita em Carmen, de Bizet. No ano seguinte, na Ópera de Sófia (Bulgária), interpretou  Violetta Valéry em La Traviata (Verdi). Durante a temporada de 1974/1975 participou do Festival de Salzburgo. Em 1975, cantou na Ópera Escocesa (Glasgow) o papel de Desdemona em Otello (Verdi), dirigida por Alexander Gibson, e na Staatsoper de Viena interpretou Mimì, em La Bohème (Puccini).
Em 1976 estreou na Royal Opera House, em Londres, em aclamada interpretação de Giselda em I Lombardi (Verdi), com Nicola Ghiuselev, Elizabeth Connell, Robert Lloyd e José Carreras, dirigida por Lamberto Gardelli. No ano seguinte atuou no Convent Garden como Violetta Valéry (La Traviata), ao lado de Alfredo Kraus e Renato Bruson. Em 1977 debutou no Metropolitan Opera House de Nova Iorque como Tosca (Puccini), ao lado de Carreras, Ingvar Wixell e Renato Capecchi, e também nas Óperas de Munique, Colônia, Frankfurt, Berlim e Hamburgo (Alemanha), Ópera de Paris e no Festival de Aix-en-Provence, onde seu excepcional talento dramático entusiamou a imprensa francesa, que passou a se referir a ela como "a nova Maria Callas".
Em 1978, novamente no Convent Garden, atuou ao lado de Carreras como Amelia Anckarström em Un Ballo in Maschera (Verdi), dirigida por Charles Mackerras, e estreou no La Scala de Milão em Manon Lescaut (Puccini), conduzida por Georges Prêtre, ao lado de Placido Domingo. Em 1979 foi Elisabetta di Valois em Don Carlos (Verdi), com Bruson e Boris Christoff, dirigida por James Conlon.
Em 1980, dirigida Giuseppe Sinopoli, cantou o papel de Lady Macbeth (Verdi) na então Alemanha Ocidental, ao lado de Bruson. Em seguida foi Norma (Bellini) no Convent Garden, dirigida por Gardelli, ao lado de Agnes Baltsa; na Ópera de Colônia, atuou novamente como Amelia em Un Ballo in Maschera (Verdi), dirigida por John Prichard.
No ano seguinte, cantou como Leonora em Il Trovatore e Amelia (Verdi) na Ópera de Caracas (Venezuela). Em seguida cantou em Hamburgo como Tosca, Elisabetta (Don Carlo) e, mais uma vez, Amelia.
Em 1982 foi Juliette em Roméo et Juliette (Gounod) ao lado de Neil Schicoff na Ópera Nacional de Paris. Em 1983 voltou ao Scala de Milão como Giorgietta em Il Tabarro e Suor Angelica (Puccini), dirigidas por Gianandrea Gavazzeni, ao lado de Piero Capuccilli e Nicola Martinucci. Ainda nesse ano cantou no Teatro La Fenice de Veneza o papel de Magda em La Rondine (Puccini), dirigida por Gianluigi Gelmetti, e estreou como Turandot (Puccini) em Budapeste.
Em 1984 atuou inúmeras vezes como Tosca, com destaque para suas atuações na Ópera de Viena, com Jaume Aragall, Sherrill Milnes e Erich Kunz, e nas Termas de Caracalla (Roma), com Giuseppe Giacomini.
Em 1986 foi Adriana Lecouvreur (Cilea) em Montecarlo, dirigida por Gardelli, ao lado de Aragall. No ano seguinte, na Ópera de Pittsburgh, atuou como Santuzza em Cavalleria Rusticana (Mascagni), além de performances em Bruxelas, Veneza e Bratislava, respectivamente como Lady Macbeth, Giorgietta e Tosca — esta última ao lado de Peter Dvorsky.
No ano de 1988, atuou em Palermo em Macbeth (Verdi), na Hungria em Cavalleria Rusticana e I Pagliacci e em Mântova na ópera Sonho de uma Noite de Verão (Malipiero). Em 1989 foi Salomé (Strauss) na Ópera de Budapeste e Judith (Bartók) no Festival da Rádio de Montpellier (França).
Em 1995 voltou a cantar como Judith na Ópera de Metz (France), e no ano seguinte foi Carmen na Ópera de Budapeste.
Dentre as inúmeras óperas em concerto e galas líricas em que atuou, destacam-se:
1979
- Londres (Royal Festival Hall) - O castelo do Barba Azul (Bartók) - direção: Sir Georg Solti;
- Colônia (Alemanha) -  Concerto de Gala - direção: Nello Santi, com Kraus, Cappuccilli, Obraztsova;
- Leverkusen (Alemanha) - Concerto com excertos de Aida (Verdi);
- Rádio Dinamarquesa de Copenhagen - Verdi: Requiem - direção:  Gardelli;
- Bayreuth (Alemanha) -  Recital do Festival de Bayreuth -  Wesendonk Lieder (Wagner) - piano: Parsons;
1981
- Londres (Royal Festival Hall) - Canções de Bartók e Kodály;
- Yokohama (Japão) - Concerto - piano: András Schiff;
- Tóquio -   Vier letzte Lieder (Strauss);
1982
- Londres (Barbican Center) - Puccini: Turandot - direção: Hughes, com Bonisolli;
- Budapeste (Academia de Música) - Lieder de Strauss - direção: E.Lukács;
1983
- Basileia (Suíça) - Macbeth (Verdi) - direção: Ricardo Chailly;
- Amsterdã (Concertgebouw) - Concerto - direção: Bakels;
1984
- Tóquio - O castelo do Barba Azul (Bartók) - direção: Adam  Fisher;
- Paris (Salle Pleyel) - Stabat Mater (Rossini);
- Luxemburgo (RTL) - Concerto - direção: L.Hager;
- Bruxelas - O castelo do Barba Azul (Bartók) - direção: Cambreling, com Kováts;
1985
- Basileia (Suíça) - La Rondine (Puccini) - direção: Steinberg;
- Paris (Salle Pleyel) - Fedora (Giordano) - direção: Santi, com Lamberti;
- Miami - Tosca (Puccini) - direção: Kohn, com Mauro, Stuwart;
- Manchester, Leeds (BBC) -  O castelo do Barba Azul (Bartók) - direção: Downes;
1986
- Filadélfia - O castelo do Barba Azul (Bartók)  - direção: Dutoit, com Haugland;
- Nova Iorque (Carnegie Hall) - O castelo do Barba Azul (Bartók)  - direção: Dutoit, com Haugland;
- Budapeste -  Vier letzte Lieder (Strauss) - direção: Joó;
1988
- Viena (Wiener Konzerthaus) - Vier letzte Lieder (Strauss) - direção: Hollreiser;
1989
- Londres (Wigmore Hall) -  Concerto - piano: Harazdy;
1990
- Pasadena/Los Angeles - Concerto de gala - Salome (Strauss) - direção: Fetta;
- Festival de Mondsee (Áustria) - Concerto - piano: András Schiff;
- Londres (Wigmore Hall) - Concerto - piano: Schiff;
1992
- Tóquio - Concerto -  cond. János Kovács, Japan
- Tóquio - Concerto - Wesendonk Lieder (Wagner) - direção: Kovács;
- Tóquio - O castelo do Barba Azul (Bartók) - direção: Kovács, com Kováts;
- Festival Escandinavo de Kolding (Dinamarca) - piano: Harazdy;
- Kolding (Dinamarca) - Vier letzte Lieder (Strauss) - direção: Manos;
- Boston -  Memorial concert Leonard Bernstein -  Medea (Cherubini) - direção: Spiro;
1993
- Sailly sur la Lys (França) - Concerto - piano: Simon;
1995
- Manchester  - O castelo do Barba Azul (Bartók) - direção: Nagano;
1996
- Ópera de Budapeste  - O castelo do Barba Azul (Bartók) - direção: Ligeti;
2003
- Miskolc Opera Festival - Concerto - piano: Hauser;
- Paris - Concerto Prix Hungarica;
2005
- Viña del Mar/Santiago (Chile): concertos;
- Paris (Salle Cortot) -  Concerto Liszt, R.Strauss - piano: Dubé;
- Tóquio (Musashino Academy of Music) - Concerto - piano: Otsubo;
2009
- Moscou (Teatro Bolshoi) - Concerto de Gala -dir.: Giuseppe Sabbatini.
Seu repertório também inclui, dentre outras óperas, Don Giovanni (Donna Anna), Così fan tutte (Fiordiligi) e O castelo do Barba Azul (Judith), mas permanece mundialmente aclamada por suas interpretações verdianas, sobretudo como Lady Macbeth e sua antológica interpretação em Torino, no ano de 1977, ao lado de Bruson e Carlo Bergonzi. Possui inúmeras gravações comerciais de árias, Lieder e óperas completas, com destaque para O castelo do Barba Azul e Don Giovanni, dirigidas por Sir Georg Solti, I Lombardi, Ernani, Attila, Macbeth e Stiffelio (Verdi) e Médée (Cherubini), todas dirigidas por Lamberto Gardelli, e Vier letzte Lieder (Strauss) e Wesendock-Lieder (Wagner).
Atualmente atua em recitais e concertos em todo o mundo, além de promover importantes masterclasses em cidades como Roma, Tóquio, Paris, Budapeste e São Paulo. Além disso, dedica-se à pintura, tendo realizado mais de 50 mostras de suas obras em diversas cidades do mundo, algumas delas reproduzidas em seu livro Infinie melodie: poèmes et illustrations (2008). Publicou também os livros A belső hang (2006) e Diedi il canto agli astri (2013).